# Castelul Banffy din Urmeniș

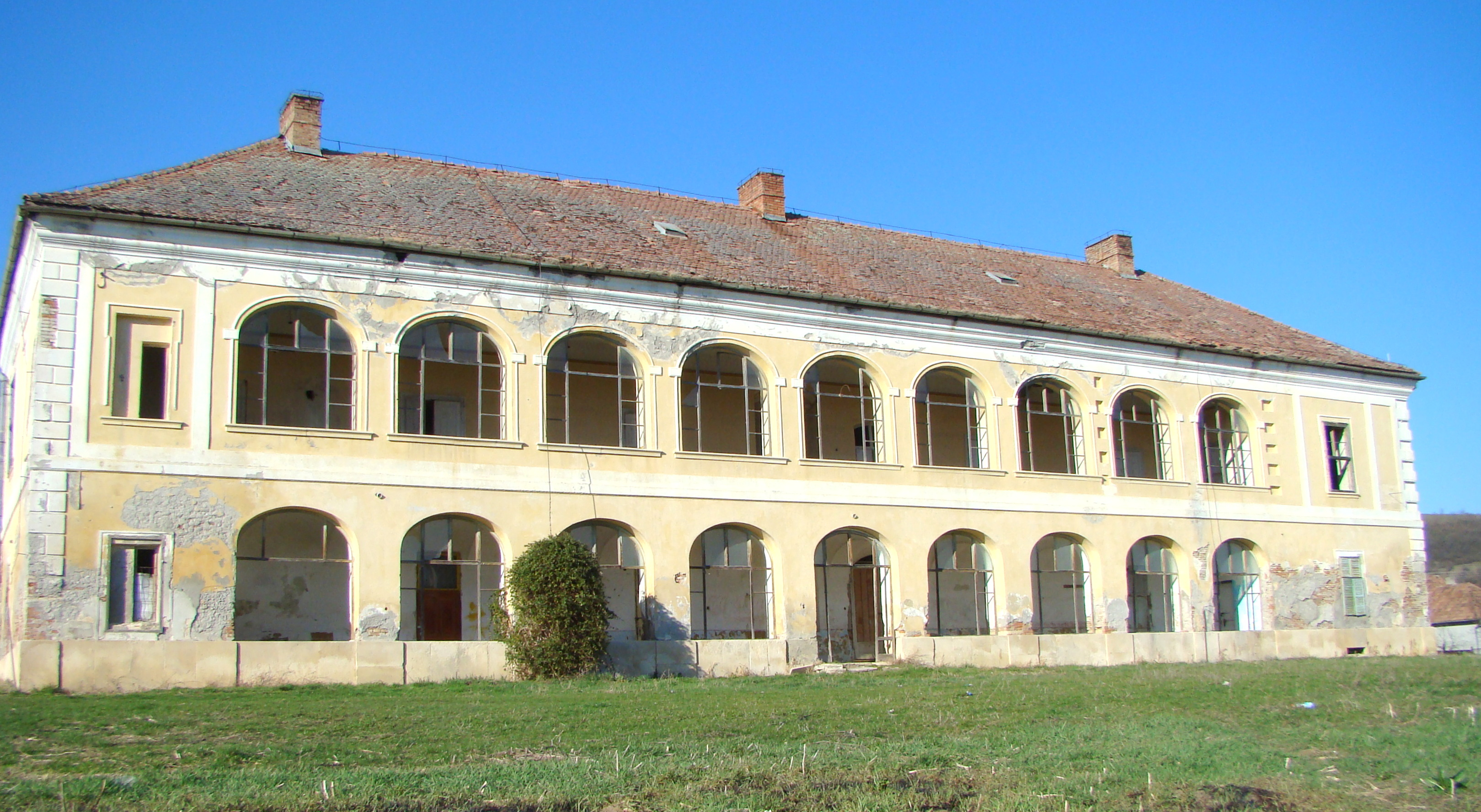
Castelul Rákóczi-Bánffy din Urmeniș, foto: martie 2017.

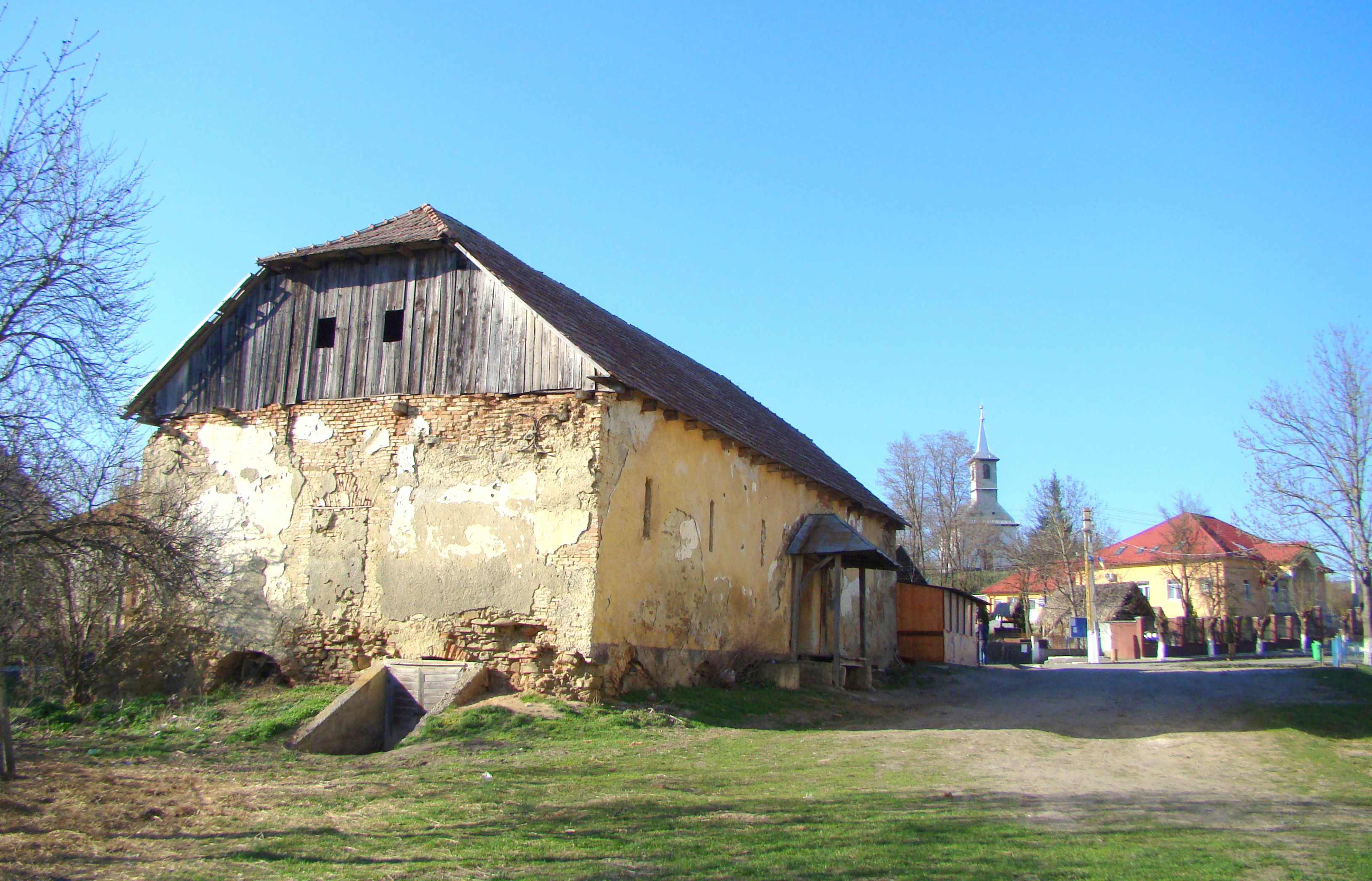
Grânarul aflat în vecinătatea castelului, construit din cărămidă pe fundament de piatră, în 1796.

Castelul Banffy din Urmeniș este un ansamblu de monumente istorice aflat pe teritoriul satului Urmeniș, comuna Urmeniș, județul Bistrița-Năsăud. În Repertoriul Arheologic Național, monumentul apare cu codul 35321.01.
Ansamblul este format din două monumente:
- Castelul Banffy (cod LMI BN-II-m-A-01724.01)
- Grânar (cod LMI BN-II-m-A-01724.02)

## Istoric și trăsături
Localitatea este atestată în documente încă din secolul al XIV-lea. în 1638 intră în proprietatea principelui Gheorghe Rákóczi I., care și-a amenajat aici centrul domeniului Urmeniș–Coroisânmartin, hotărând și construirea unei reședințe noi. Noua clădire etajată a fost ridicată între anii 1639–1641, în locul unei clădiri vechi, cu un singur nivel și cu prispă, construită din nuiele împletite.
Castelul se află în centrul satului, pe un teren de lângă biserica reformată. Clădirea cu etaj are un plan dreptunghiular, orientat est–vest, cu acoperiș în patru ape și este amplasată paralel cu linia străzii. Fațada sudică, dinspre curte, are o articulare din 11 axe, compuse la ambele niveluri din câte un șir de arcade, flancate de câte o fereastră dreptunghiulară la ambele capete. În spatele arcadelor se află pe ambele niveluri un coridor, acoperit cu bolți a vela, despărțite de arce dublouri. 
Soclul înalt, placat cu piatră, brâul median din tencuială, și cornișa profilată înconjoară toată clădirea, iar colțurile fațadelor sunt marcate prin bosaje.
La subsolul clădirii se află o pivniță acoperită cu bolți semicilindrice cu penetrații.
La vest de castel se află un hambar din cărămidă, cu plan dreptunghiular. Această clădire are un singur nivel cu subsol și un acoperiș în două ape.
După naționalizare, în clădirea castelului a funcționat Căminul Cultural din satul Urmeniș. În anii 1990, castelul a fost retrocedat moștenitorilor familiei care a cumpărat domeniul de la contele Banffy, la începutul secolului al XX-lea. În prezent, castelul se află într-o stare avansată de degradare.

## Imagini

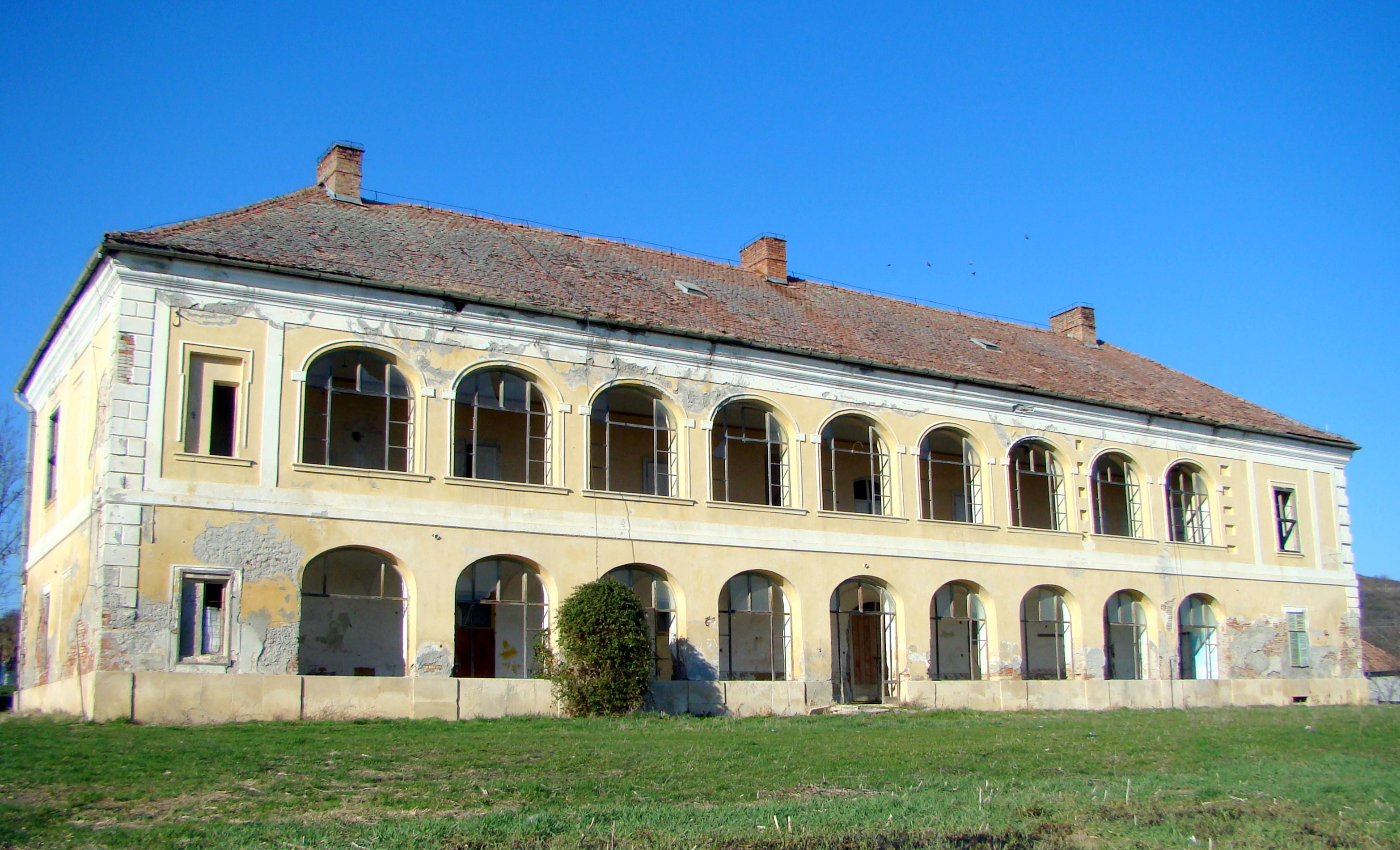
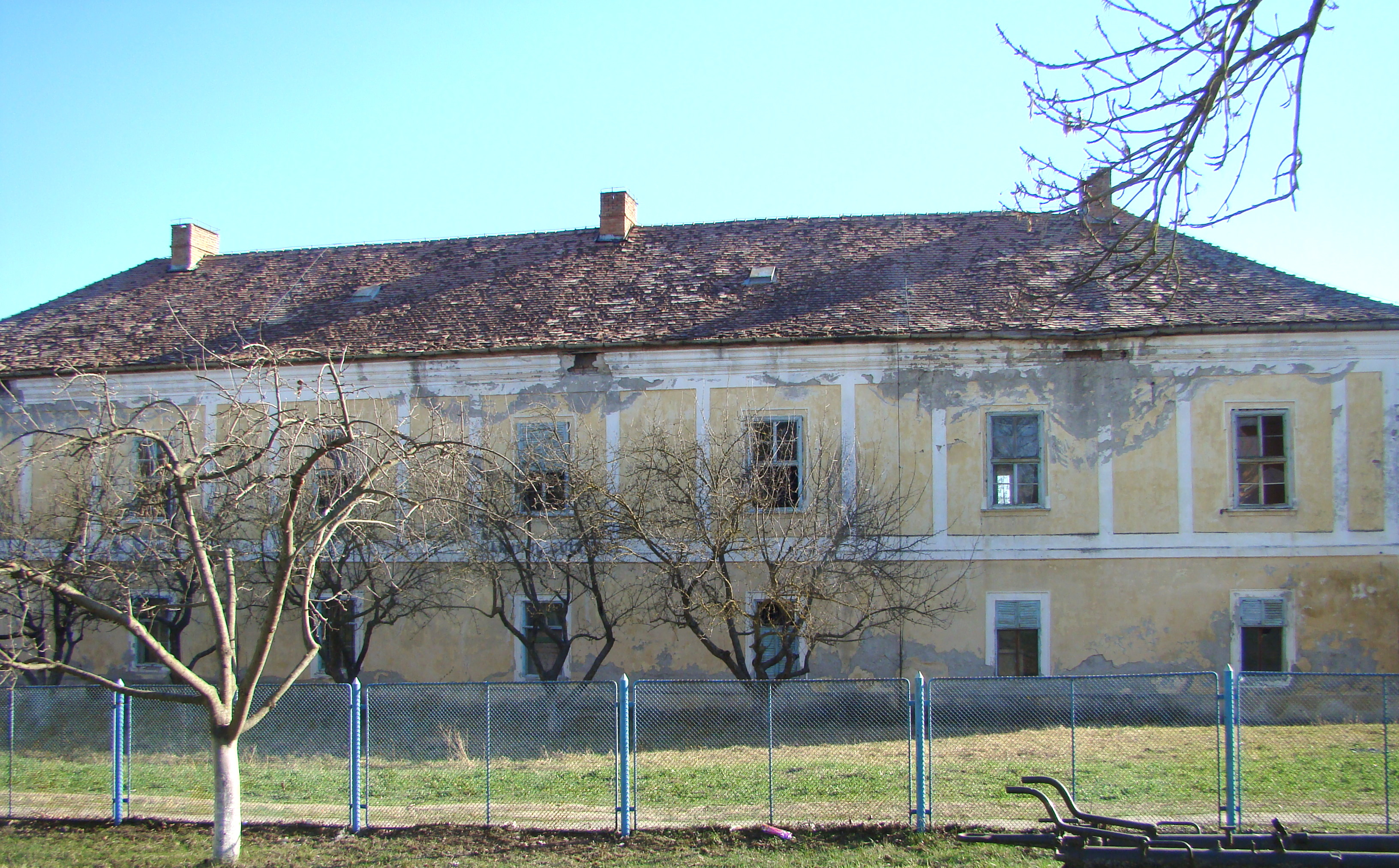
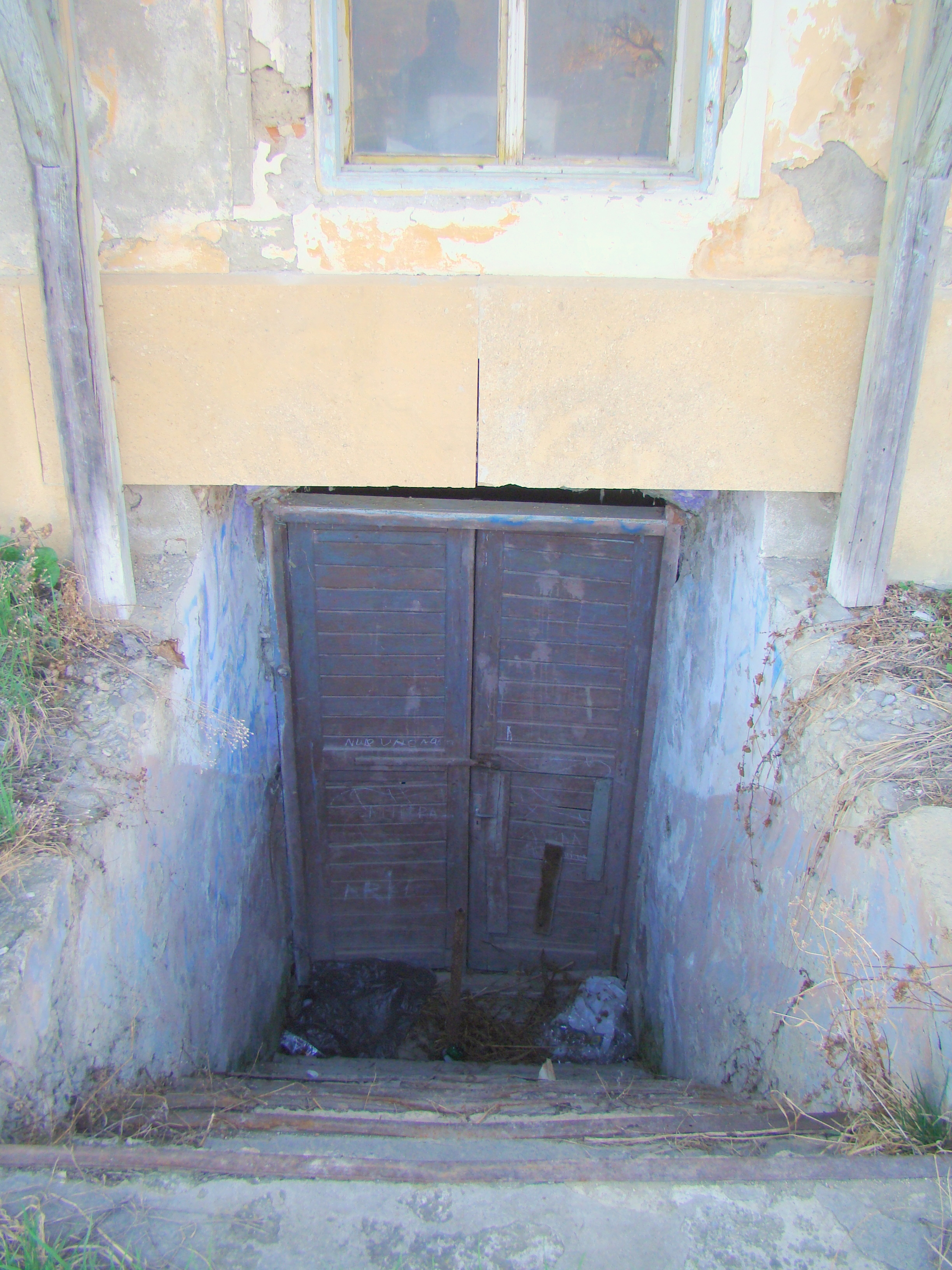
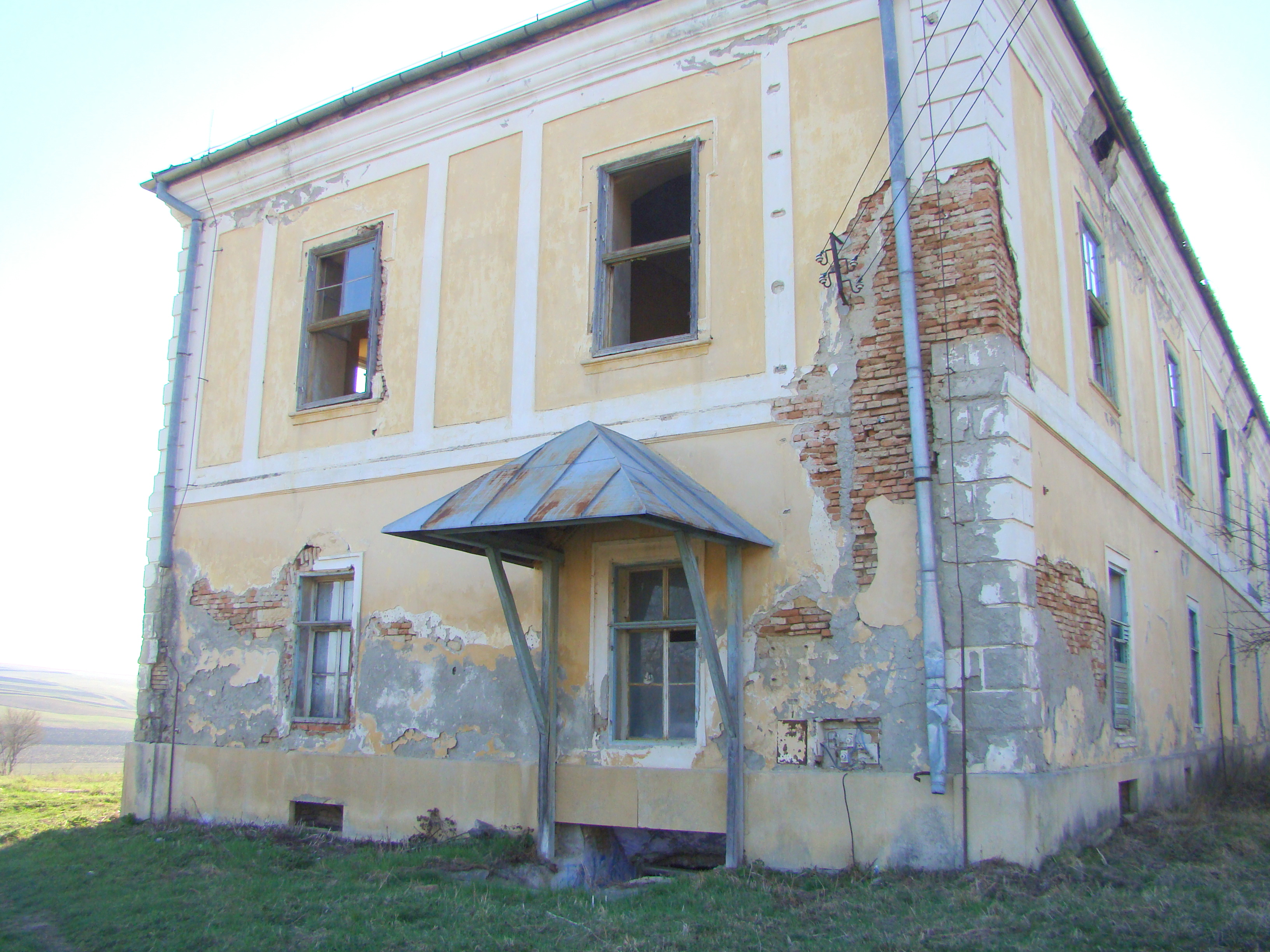
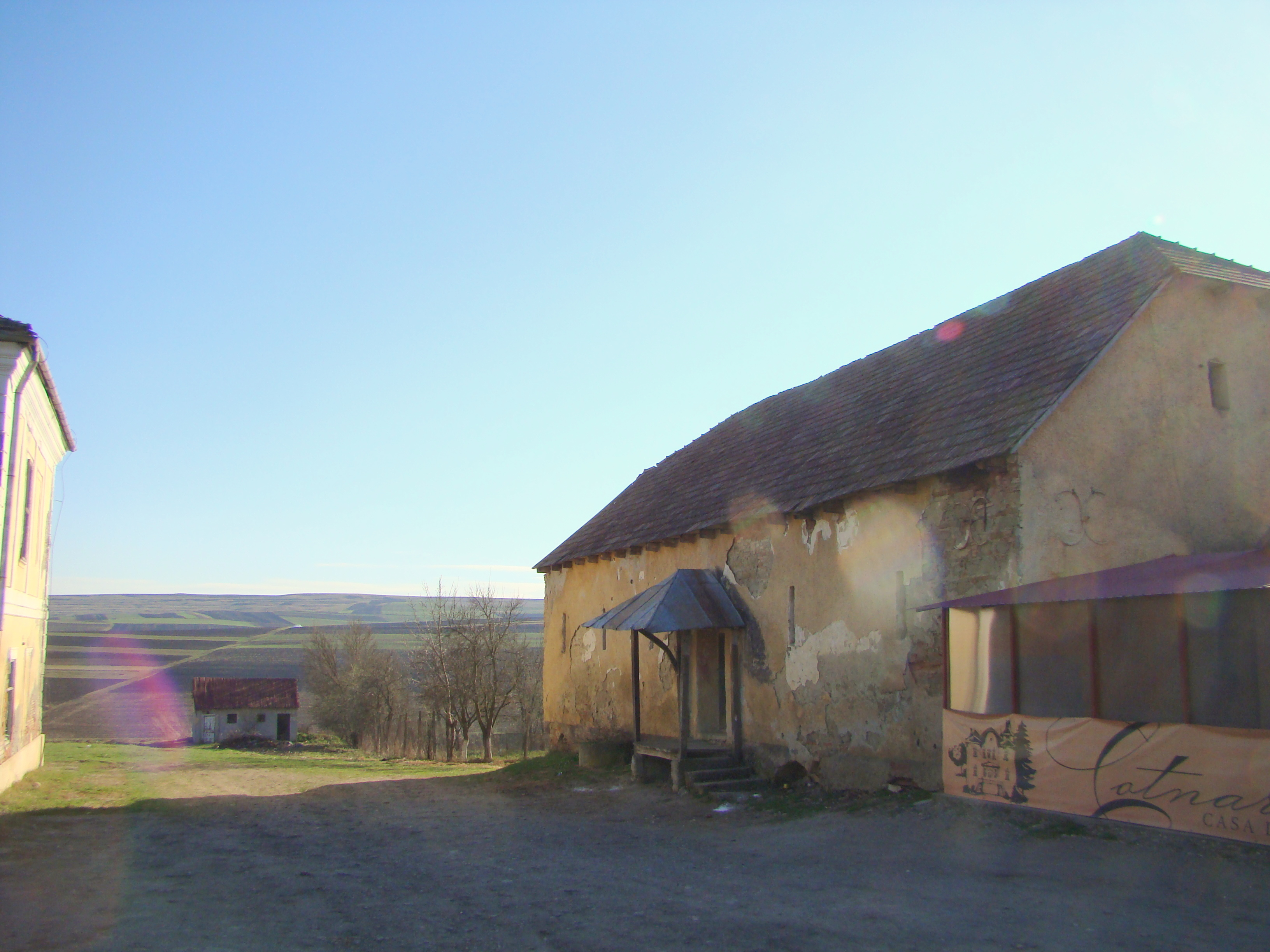
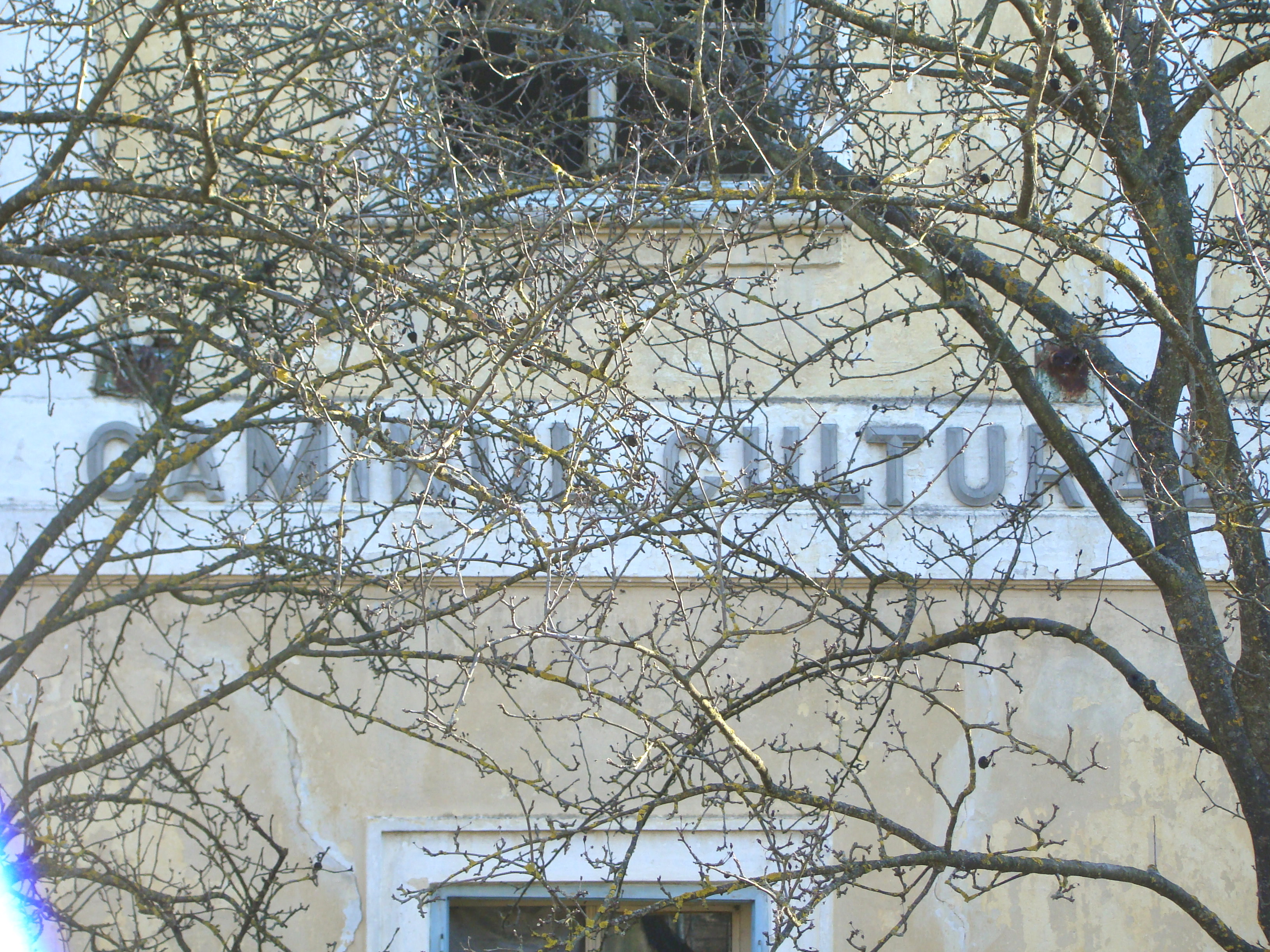
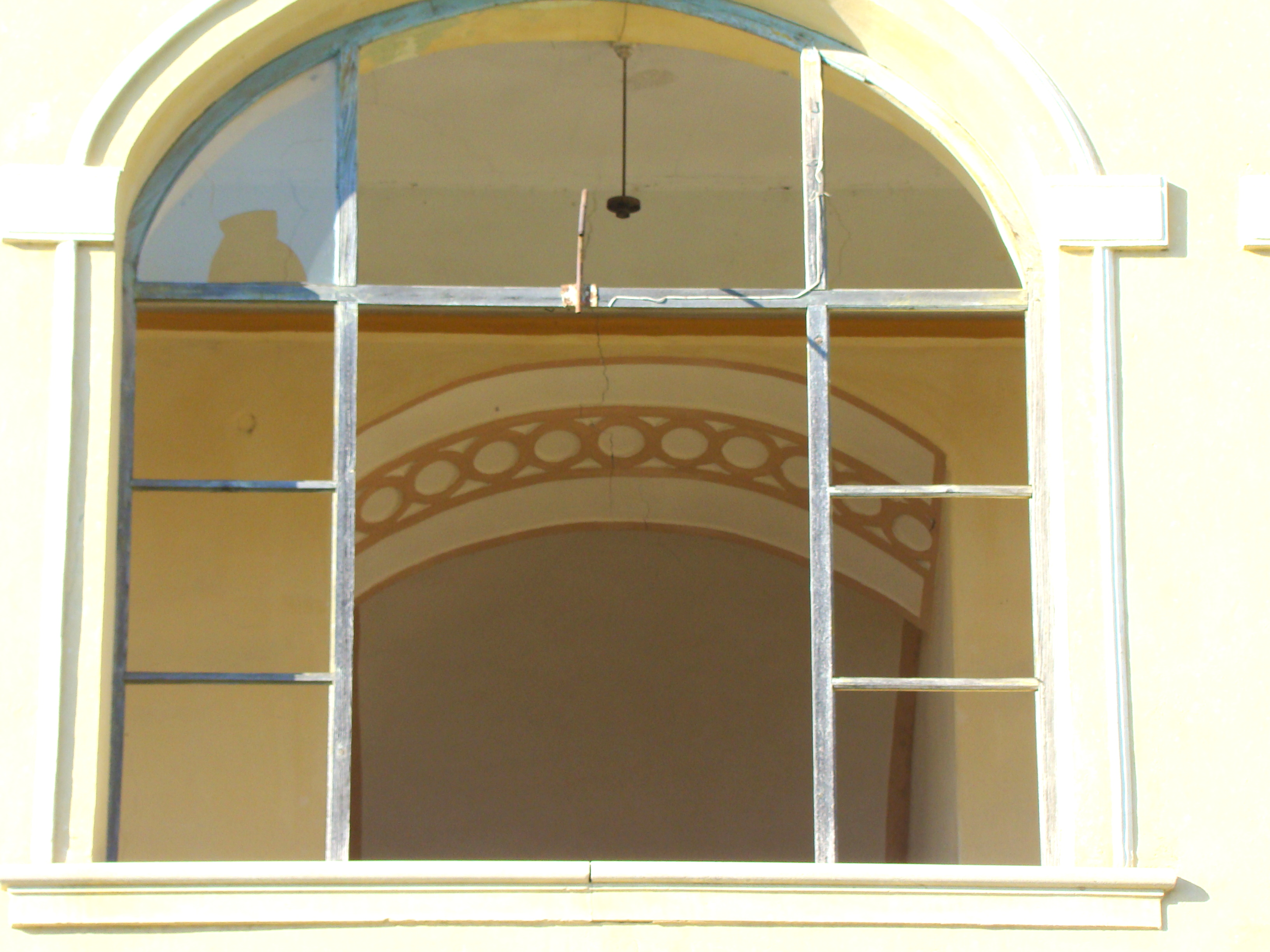
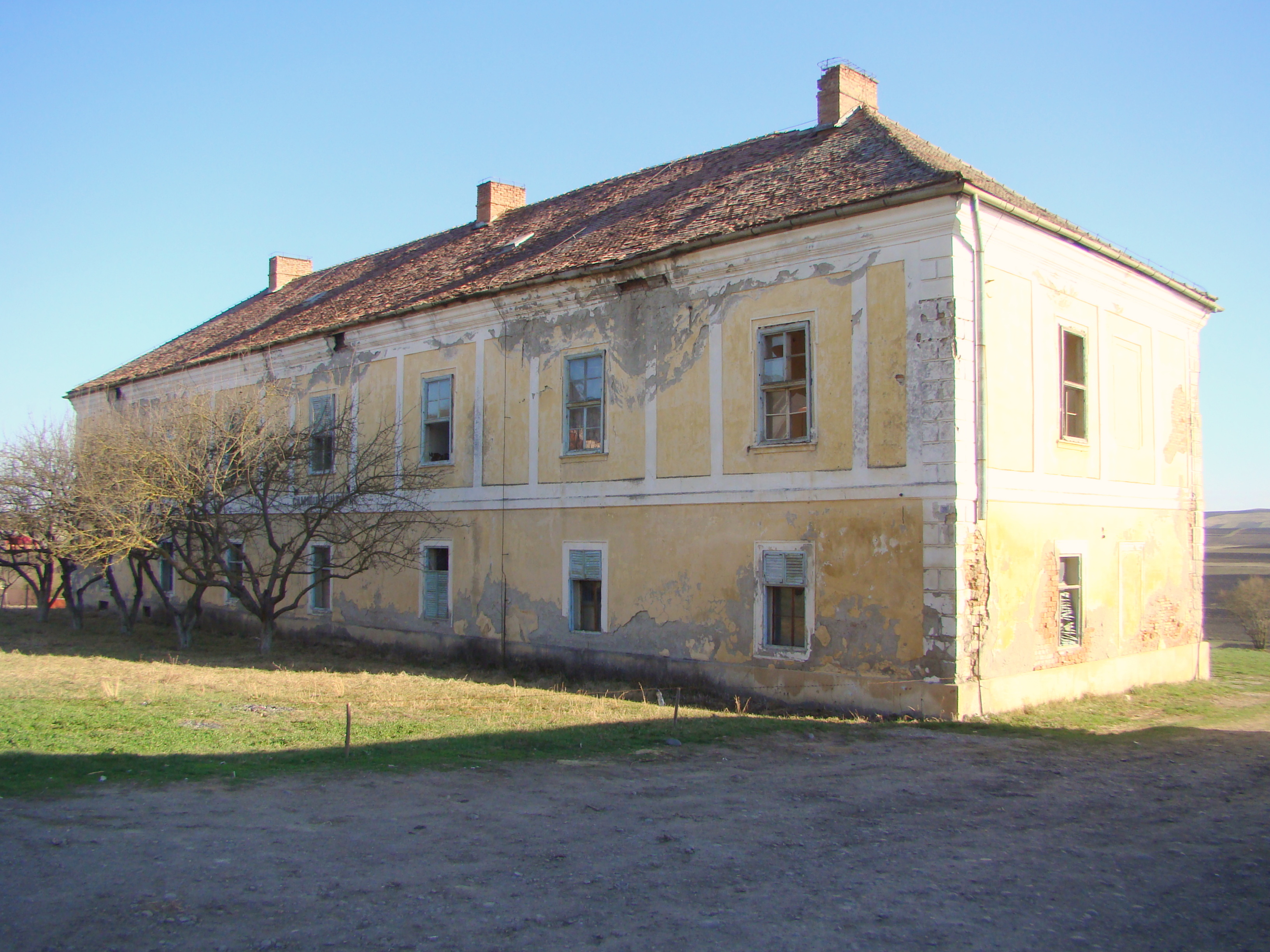